# 愛麗絲藍
愛麗絲藍（英語：Alice-Blue）是一種顏色，是屬於藍色系的一種顏色，其顏色接近淺藍灰色或鋼青色。
愛麗絲藍這一種顏色由美國總統西奧多·羅斯福之女爱丽丝創造，故而被命名為愛麗絲藍。